# 土浦日本大学高等学校附属幼稚園
土浦日本大学高等学校付属幼稚園（つちうらにほんだいがくこうとうがっこうふぞくようちえん）は、茨城県土浦市にある土浦日本大学高等学校付属の幼稚園。運営は学校法人土浦日本大学学園。学校法人日本大学と平成23年4月から提携している。

## 沿革
- 1965年：土浦日本大学高等学校の敷地内に開園。
- 1998年：新園舎竣工に伴い、現在地に移転。

## 所在地
- 〒300-0832
- 茨城県土浦市桜ヶ丘17番45号

## クラス
- 年少：2クラス（満3歳）
- 年中：3クラス（満4歳）
- 年長：3クラス（満5歳）

## その他
- 土浦日本大学高等学校の文化祭（桜華祭）には、同幼稚園も出展している。

## 系列校

### 高等学校
- 土浦日本大学高等学校
- 岩瀬日本大学高等学校

### 中等教育学校
- 土浦日本大学中等教育学校